# Aleja Grunwaldzka w Gdańsku
Aleja Grunwaldzka w Gdańsku – część drogi wojewódzkiej nr 468 w Gdańsku o długości 6,9 km. Stanowi trasę przelotową dla dzielnic, przez które przebiega, oraz graniczących z nimi.

## Przebieg
Aleja Grunwaldzka przebiega przez następujące dzielnice i osiedla Gdańska:
- Wrzeszcz
  - Wrzeszcz Górny
- Strzyża
- Oliwa
  - Mirów
  - Stara Oliwa
  - Ludolfino

We Wrzeszczu przez skrzyżowanie z ul. Słowackiego, al. Grunwaldzka krzyżuje się z drogą wojewódzką nr 472, zaś w Oliwie przez skrzyżowanie z ul. Rybińskiego – z drogą wojewódzką nr 218.
Al. Grunwaldzka jest kontynuacją al. Zwycięstwa.

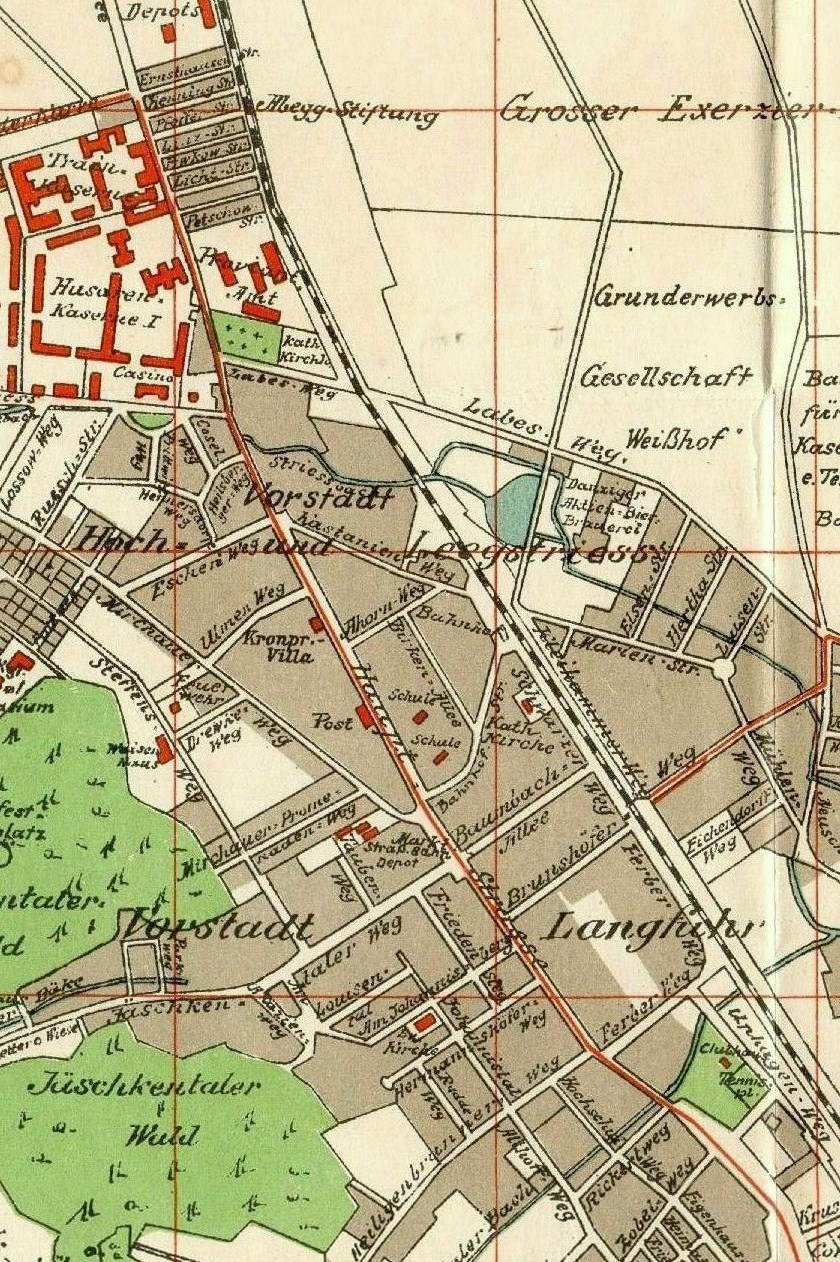
Al. Grunwaldzka we Wrzeszczu na planie z 1912

## Historia
W 1822 została zbudowana bita droga, łącząca Gdańsk z Oliwą.
Pod adresem al. Grunwaldzka 114 (ówcześnie Hauptstraße 98) we Wrzeszczu, od października 1911 do grudnia 1913 mieszkał z rodziną następca tronu niemieckiego Wilhelm Hohenzollern.
W marcu 2020 na 2-kilometrowym odcinku między ul. Braci Lewoniewskich a Kołobrzeską przystąpiono do budowy brakującego odcinka drogi rowerowej. Wykonawcą inwestycji o wartości 2,6 mln zł została firma WPRD Gravel.
13 marca 2021 na całej długości Alei ograniczono dopuszczalną prędkość z 70 do 50 km/h.

## Zabudowa wzdłuż alei
Rodzaj oraz gęstość zabudowań przy al. Grunwaldzkiej są zależne od dzielnicy, w której budynki się znajdują.

### Wrzeszcz

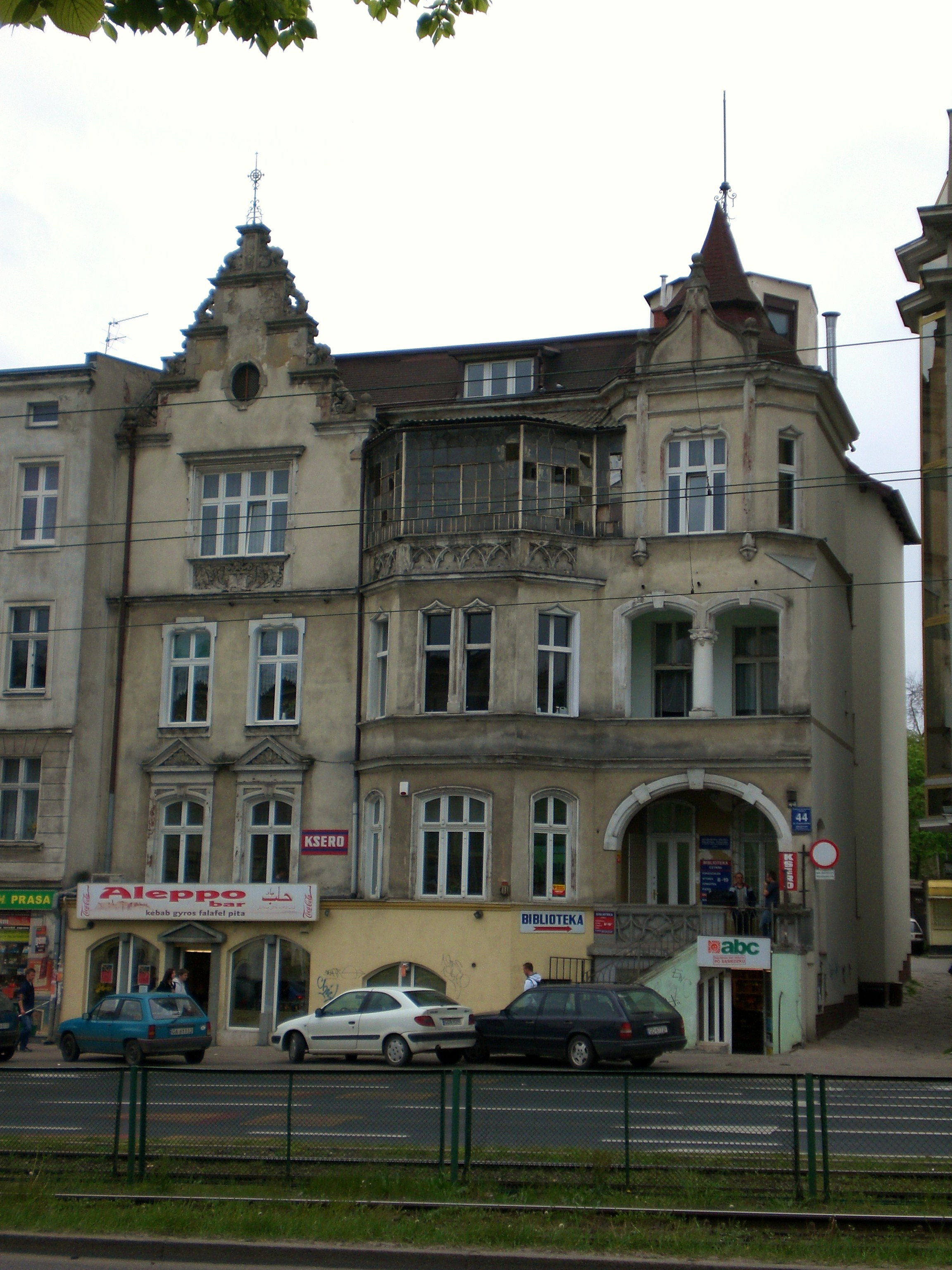
Jedna z przedwojennych kamienic, na początku al. Grunwaldzkiej we Wrzeszczu

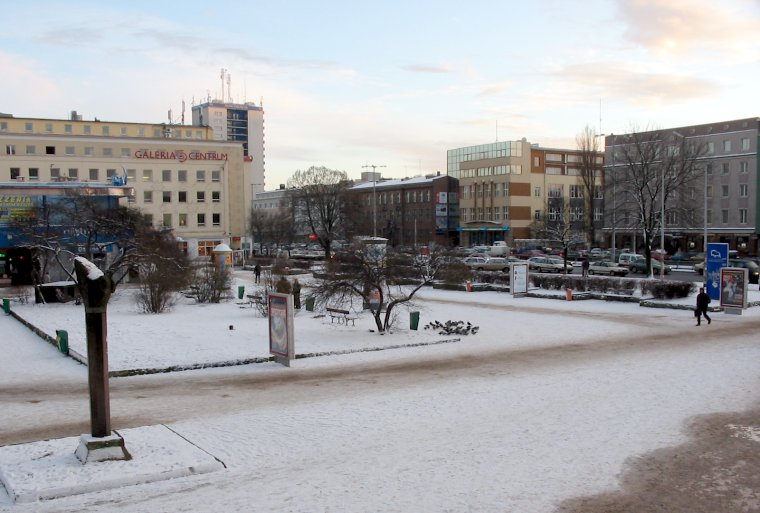
Cristal na placyku przy styku al. Grunwaldzkiej z ul. Klonową

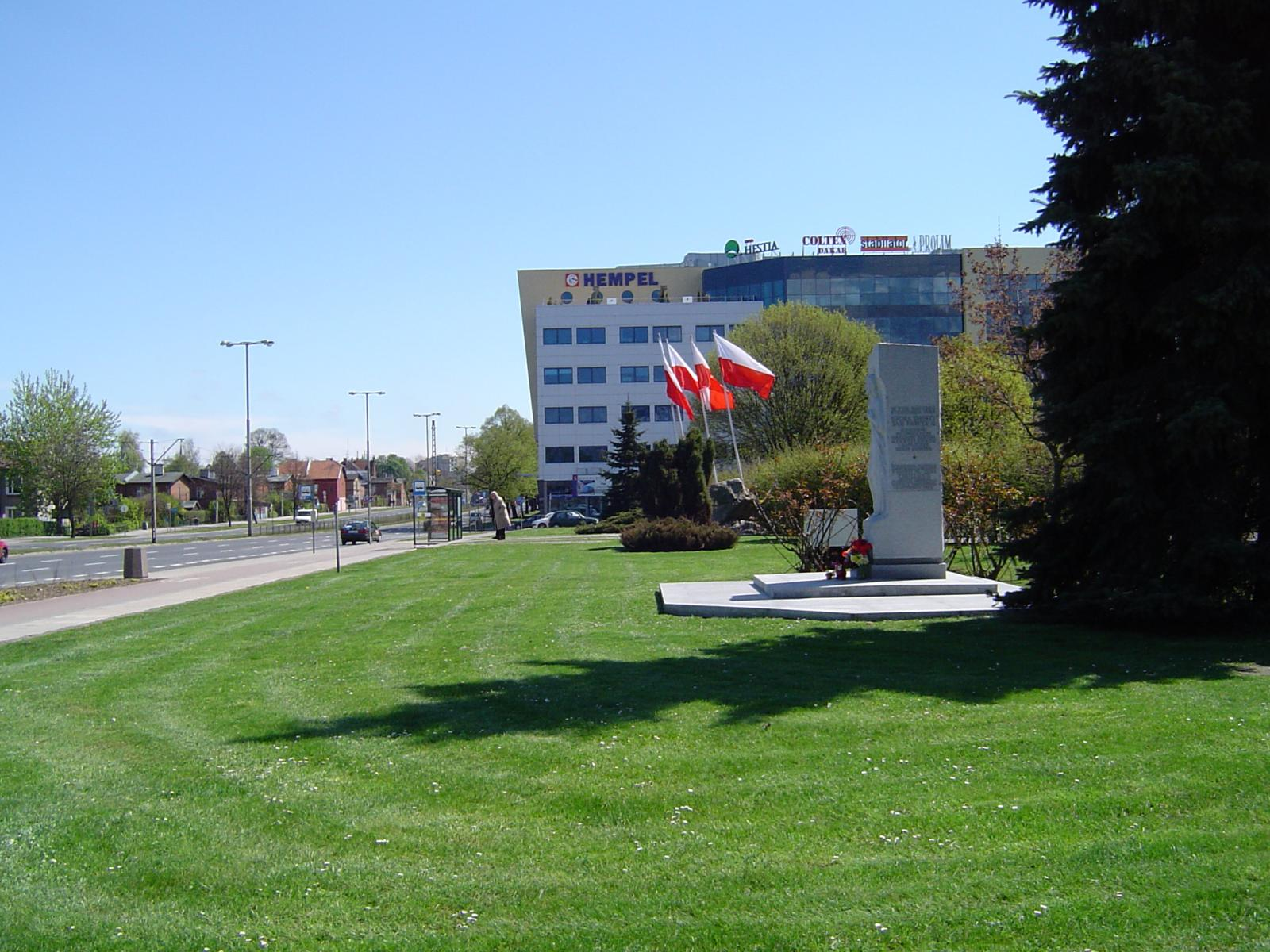
Plac J. Piłsudskiego przy styku al. Grunwaldzkiej z al. Wojska Polskiego i ul. K. Szymanowskiego w Strzyży

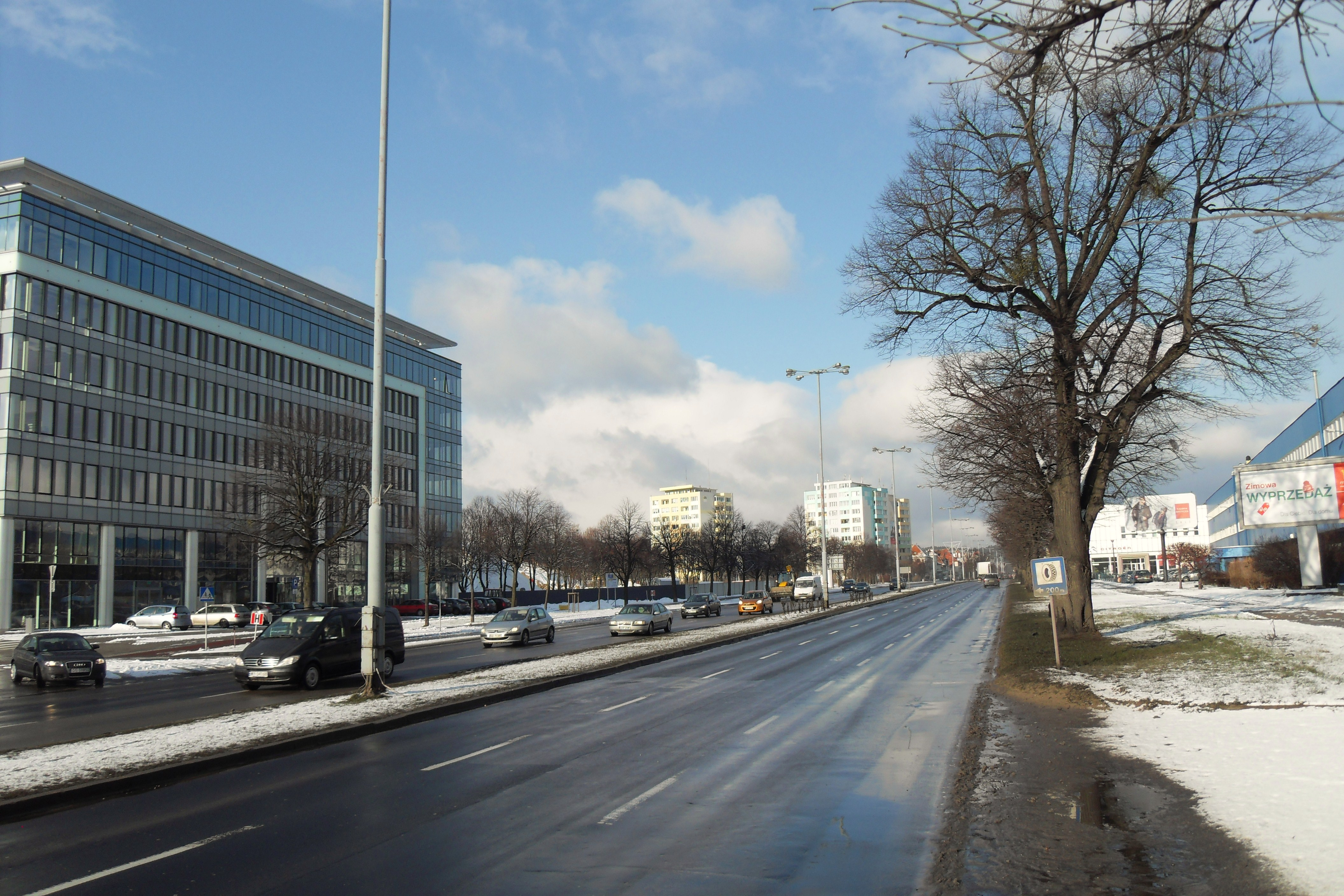
Al. Grunwaldzka w Oliwie

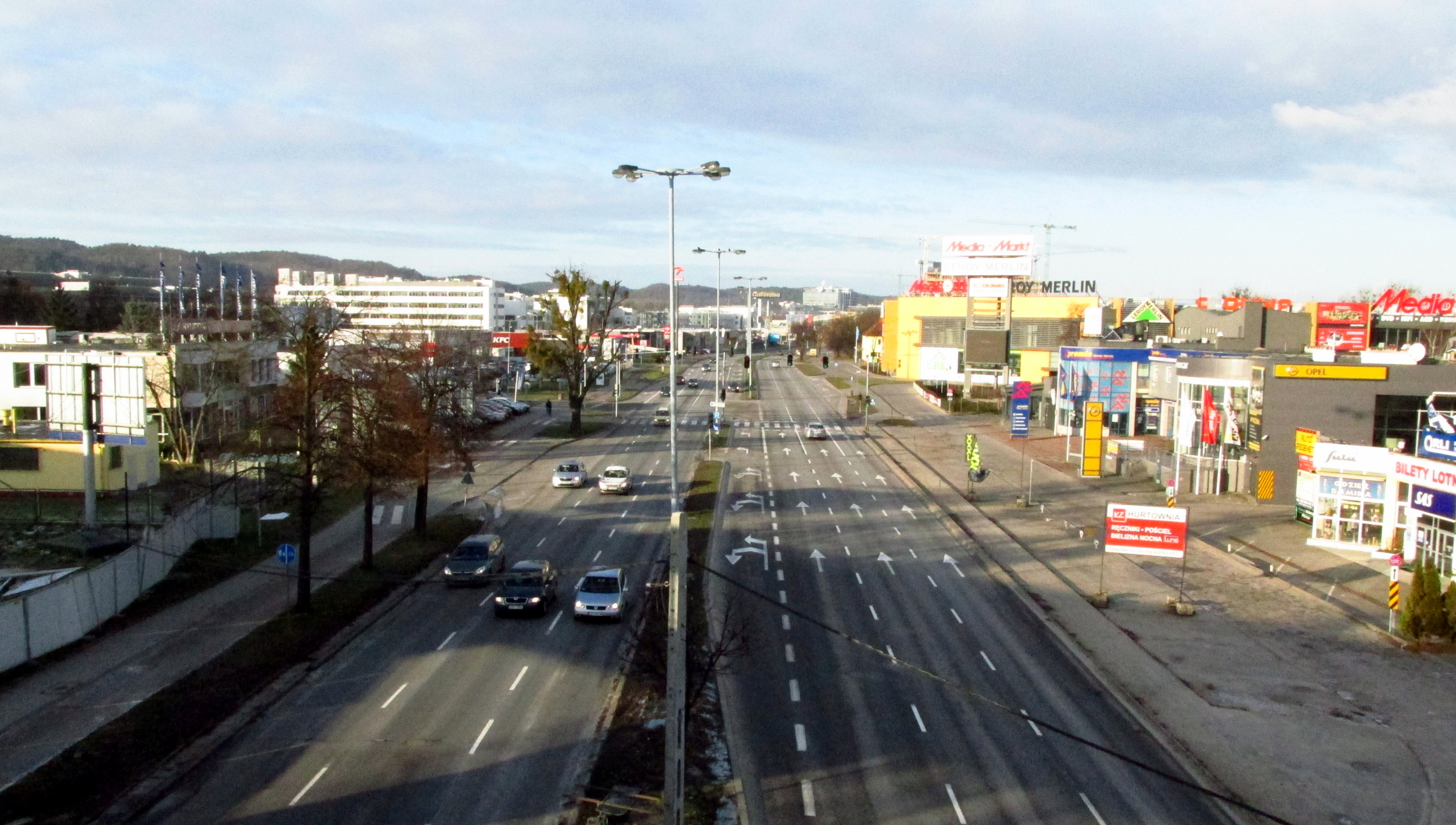
Al. Grunwaldzka, odcinek między Wrzeszczem a Przymorzem

We Wrzeszczu przy al. Grunwaldzkiej występuje bardzo gęste i zróżnicowane zabudowanie. W pierzejach budynków można wyróżnić zarówno przedwojenne eklektyczne i secesyjne kamienice jak i zbudowane w latach 50. budynki w stylach socrealizmu i modernizmu. Znajdują się tam m.in. takie obiekty jak:
- Dwór Uphagena (nr 5)
- CH Manhattan
- wysoki budynek mieszkaniowy Olimp, oddany do użytku 31 grudnia 1969[5].
- biurowiec Klonowa 1
- Galeria Bałtycka
- biurowiec Officyna (nr 46 i 48/50), otwarty w 2019 w miejsce budynku z 1955, w którym do 2011 mieściła się firma Chemia[6], uzupełniony otwartym w 2022 pięciokondygnacyjnym budynkiem w głębi działki[7].

Zabudowa przy al. Grunwaldzkiej we Wrzeszczu jest najbardziej charakterystyczna na odcinku między ul. Do Studzienki, a ul. Jaśkowa Dolina. Ze względu na morenową rzeźbę terenu, aleja na tamtym obszarze biegnie pod dużym kątem nachylenia w stosunku do poziomu. Co za tym idzie, każdy kolejny budynek znajdujący się bliżej ul. Jaśkowa Dolina jest o ok. 0,5 m wyższy.

#### Wysepka
Na odcinku między ul. Klonową, a ul. Słowackiego, jezdnie alei Grunwaldzkiej przebiegają w odległości 45 m od siebie, co umożliwiło zachowanie między nimi przedwojennych zabudowań mieszkalnych i biurowych. Ten obszar o powierzchni ok. 13 155 m² nazywany jest popularnie Wysepką. Znalazło się tam także miejsce dla skweru, przez który przepływa potok Strzyża, oraz dużego przystanku tramwajowego. Istnieją koncepcje wyburzenia budynków znajdujących się na wysepce.

### Strzyża
Na Strzyży zabudowania przy al. Grunwaldzkiej są rzadsze, ale nie mniej ważne. Przy samej alei prawie w ogóle nie występuje zabudowanie mieszkalne, jedynie przy ulicach dochodzących do niej. Znajdują się tam m.in. takie obiekty jak:
- dyskont Lidl
- centrum handlowe (Jysk oraz Biedronka)
- Plac J. Piłsudskiego z pomnikiem Naczelnika
- Gdański Stadion Lekkoatletyczny i Rugby

### Oliwa

#### Mirów
Na osiedlu Mirów zabudowania są równie rzadkie jak na Strzyży – po stronie wschodniej są to głównie obiekty przemysłowe. Znajduje się tam też wiele filii dilerów samochodowych różnych marek. Po stronie zachodniej dominują obiekty sportowo-rekreacyjne takie jak:
- boisko do rugby, na którym mecze rozgrywa Lechia Gdańsk;
- Hala Olivia wraz z lodowiskiem, na którym mecze rozgrywa Stoczniowiec Gdańsk;
- stadion MOSiR.

Poza tym po stronie zachodniej znajdują się także hipermarket budowlany Castorama oraz hipermarket elektroniczny Media Markt.
Ten fragment al. Grunwaldzkiej ma charakter przedmieścia, mimo że nie znajduje się na peryferiach miasta.

#### Stara Oliwa
W Starej Oliwie, od wysokości ul. Derdowskiego, spotyka się już zabudowania mieszkalne. W centrum dzielnicy przy al. Grunwaldzkiej znajdują się pętla tramwajowa Oliwa oraz wschodnie wejście do Parku Oliwskiego.

#### Ludolfino
Po gęsto zabudowanym odcinku w centrum dzielnicy, w Ludolfinie dominują po stronie wschodniej – bloki mieszkalne, zaś po stronie zachodniej – nieużytki i tereny przemysłowe. Oprócz nich znajdują się tam także zabudowania AWFiS wraz z boiskami. Dopiero w końcowym odcinku ulicy znajdują się również domy jednorodzinne.

## Numeracja
Aleja Niepodległości w Sopocie, która jest przedłużeniem al. Grunwaldzkiej, zachowuje jej numerację, dochodzącą w Gdańsku do numeru posesji wynoszącego 617. Łączna numeracja obu alei dochodzi do numeru wynoszącego ok. 960.
Przyczyną tego nietypowego zjawiska jest fakt, że w latach 30. XX wieku, gdy Gdańsk i Sopot wchodziły w skład Wolnego Miasta Gdańska, zmieniono nazwę całego głównego ciągu komunikacyjnego na Adolf-Hitler-Straße (ul. Adolfa Hitlera).